# Giorgio Maria Martinelli
Giorgio Maria Martinelli (Brusimpiano, 9 maggio 1655 – Rho, 2 novembre 1727) è stato un religioso italiano, fondatore degli Oblati di Rho.
Nel 1924 è stato avviato il processo di beatificazione e canonizzazione e nel 1977 papa Paolo VI lo ha dichiarato venerabile.

## Biografia
Nato a Brusimpiano presso Varese il 9 maggio 1655, Giorgio Maria Martinelli era figlio di un emigrante ticinese originario di Ghirone (nella valle di Blenio) ed iniziò la propria formazione religiosa frequentando il monastero di Claro. Divenuto religioso, venne nominato prefetto del santuario di Arona e rettore del locale collegio.
Stabilitosi a Rho il 2 gennaio 1714, qui diede inizio alla propria opera di evangelizzazione fondando la comunità degli Oblati Missionari di Rho il 4 aprile 1721 ottenendo il beneplacito dell'arcivescovo Benedetto Erba Odescalchi. Lo scopo della congregazione era quello di moralizzare il popolo con la predicazione e con ritiri spirituali incentrati sull'esempio dell'Addolorata di cui avevano il compito di diffondere il culto. La congregazione degli Oblati esisteva difatti già in precedenza in quanto approvata nel 1578 da San Carlo Borromeo in persona, ma il ramo missionario venne fondato proprio da Martinelli. Per sua iniziativa, a Rho venne anche fondato un santuario per il culto mariano annesso al convento della congregazione ove sorge anche il "Collegium Rhaudense", centro principale di formazione per gli oblati missionari di Rho.
Fu egli stesso a dettare anche i primi canoni per gli oblati missionari stabilendo che dovessero seguire una dottrina estremamente rigorosa, basata si sullo studio assiduo delle fonti della letteratura cristiana di tutti i tempi come avveniva presso gli oblati di sant'Ambrogio, ma ancor più che essi dovessero dedicarsi alla predicazione popolare.
Morì il 2 novembre 1727 nel convento di Rho in odore di santità. Il suo corpo venne subito riposto all'interno del santuario da lui stesso voluto ove ancora oggi si trova. Il processo informativo, svolto nell’Arcidiocesi di Milano, venne aperto nel 1924 e fu chiuso nel 1927. A seguito del decreto sull’approvazione degli scritti, promulgato il 4 maggio 1954, venne introdotta la causa il 20 luglio 1960. Il 7 luglio 1977 papa Paolo VI ha autorizzato la Congregazione per le cause dei santi a promulgare il decreto circa le sue virtù eroiche e attualmente è in corso la causa per la sua beatificazione.

## Opere
- Cammino della salute, Milano, 1715
- Le vie dello Spirito, Venezia, 1727